# Ammonitida
Gli Ammonitida sono un ordine di cefalopodi estinti appartenenti agli Ammonoidea. Si tratta delle ammoniti nel senso più stretto del termine, conosciute dal Triassico, che hanno costituito il gruppo più diffuso e rappresentativo degli Ammonoidea dal Giurassico al Cretaceo Superiore, estinguendosi completamente tra  il Cretaceo terminale (Maastrichtiano) e l'inizio del Cenozoico (Paleocene Inferiore). Sono cefalopodi dotati di conchiglia esterna (ectococleati), con camere interne suddivise da setti e collegate da un sifone che permetteva all'animale di introdurre nelle camere stesse gas e liquidi tramite un processo osmotico per variare il proprio galleggiamento. L'animale viveva solo nell'ultima camera, la più ampia (camera d'abitazione). Gli Ammonitida sono caratterizzati in particolare da setti a geometria molto complessa, con suture generalmente assai articolate, suddivise in numerosi elementi accessori. La conchiglia è molto varia sia nella morfologia, che va da globosa e depressa a compressa con profilo sottile (oxicona), sia nelle dimensioni (da centimetriche a metriche), sia nell'ornamentazione (la più varia nell'ambito dell'intero gruppo), ma si riconduce sempre al tipo fondamentale planispirale

## Sottordini
- Ammonitina (Ammonitini)
- Ancyloceratina (Anciloceratini)
- Phylloceratina (Filloceratini)
- Lytoceratina (Litoceratini)